# رانده‌شده (فیلم ۲۰۱۴)
رانده‌شده (انگلیسی: Outcast) یک فیلم اکشن به کارگردانی نیکلاس پاول است که در سال ۲۰۱۴ منتشر شد. از بازیگران فیلم می‌توان به هایدن کریستنسن، نیکلاس کیج، لیو ییفی و اندی اون اشاره کرد.

## داستان
در چین باستان ، پادشاه که در حال مرگ است پسر کوچکش ، شاهزاده جائو را به عنوان جانشین خود انتخاب می کند ، مهر امپراطوری را به او می دهد و او را به مراقبت از خواهر بزرگتر خود ، شاهزاده لیان می فرستد. اندکی پس از آن ، برادر بزرگتر سادیست آنها ، شاهزاده شینگ با عصبانیت پادشاه را می کشد. شینگ فرماندهی گارد سیاه امپراطور را بر عهده می گیرد و برای به دست آوردن مهر و مشروعیت تاج و تخت حکم مرگ خواهر و برادرش را می دهد..